# ضاحية فيرودناغار
فيرودناجار رمزها «VR» (بالإنجليزية: Virudhunagar)‏ ، هو تقسيم إداري لدولة الهند تتبع ولاية تاميل نادو (بالإنجليزية: Tamil  Nadu)‏ ، مركزها هو مدينة فيرودناجار (بالإنجليزية: Virudhunagar)‏ عدد سكانها حسب تعداد سنة 2001 هو 1201789 ، مساحتها 3,446 كم² وكثافة السكان 347 لكل كم² .